# Mohammad Rasoulof
Mohammad Rasoulof (persa: محمد رسول‌اف; nascut el 16 de novembre de 1972) és un cineasta independent iranià que viu a l'exili a Europa. És conegut per diverses pel·lícules guardonades, com ara Gagooman (2002), Jazire-ye ahani (2005), Be omid-e didar (2011), Dast-Neveshtehaa nemisoozand (2013), Lerd (2017) i El mal no existeix (2020). Per aquesta última va guanyar l'Ós d'Or al 70è Festival Internacional de Cinema de Berlín.
Ha estat detingut diverses vegades i li han confiscat el passaport, ja que la naturalesa i el contingut de les seves pel·lícules l'han posat en conflicte amb el govern iranià. El maig de 2024, després de l'anunci que la seva pel·lícula Dane-ye anjir-e ma'abed va ser seleccionada a la competició principal del 77è Festival Internacional de Cinema de Canes, Mohammad Rasoulof va ser condemnat per la República Islàmica a 8 anys de presó, assots i una multa. Rasoulof va fugir a una casa segura a Alemanya després de la sentència.

## Primers anys i educació
Mohammad Rasoulof va néixer el 16 de novembre de 1972 a Siraz, Iran. Es va llicenciar en sociologia a la Universitat de Siraz, i va estudiar edició cinematogràfica a Universitat de Soore, Teheran.

## Carrera
El seu primer llargmetratge, Gagooman (El crepuscle), i va rebre el Simorgh de Cristall a la millor primera pel·lícula al Festival Internacional de Cinema de Fajr a Teheran. La seva segona pel·lícula, Jazire-ye ahani (Illa de ferro), fou estrenada el 2005. Després Keshtzarha-ye sepid (Els prats blancs) fou estrenada el 2009.
Be omid-e didar (Adéu) estrenada a la secció Un Certain Regard del 64è Festival Internacional de Cinema de Canes va guayar el premi a la direcció. La seva pel·lícula Dast-Neveshtehaa nemisoozand també fou premiada a la secció Un Certain Regard del 66è Festival Internacional de Cinema de Canes, on va guanyar el Premi FIPRESCI. Lerd a guanyar el primer premi a la secció Un Certain Regard al 70è Festival Internacional de Cinema de Canes.
El juny de 2017, Rasoulof va ser convidat a ser membre de l'Acadèmia d'Arts i Ciències Cinematogràfiques.
El mal no existeix va ser guardonada amb l'Ós d'Or a la secció principal de la competició al 70è Festival Internacional de Cinema de Berlín el 2020, i el Sydney Film Prize al 68è Festival de Cinema de Sydney el 2021.
El 2024, Rasoulof va exercir com a president del jurat de New Currents al 29è Festival Internacional de Cinema de Busan.

## Problemes legals i exili
El 2010, Rasoulof va ser arrestat al plató i acusat de filmar sense permís. Va ser condemnat a sis anys de presó, més tard reduïda a un any.
El setembre de 2017 se li va confiscar el passaport al seu retorn a l'Iran, el que significa que es va convertir en mamnu'-ol-xoruğ (ممنوع‌الخروج), és a dir, se li va prohibir sortir del país. A més, se li va ordenar assistir a una vista judicial.
El 23 de juliol de 2019, el Tribunal Revolucionari Islàmic de l'Iran va condemnar Rasoulof a un any de presó i a una prohibició de dos anys d'abandonar el país i de participar en activitats socials i polítiques a causa de la seva pel·lícula Lerd. Se l'acusava de "reunió i connivència contra la seguretat nacional i de propaganda contra el sistema". L'agost de 2019 Rasoulof va apel·lar el veredicte. De camí cap al jutjat, en un acte de solidaritat professional, ell i el seu advocat van estar acompanyats per alguns dels cineastes iranians més reconeguts, entre els quals Kianoush Ayyari, Majid Barzegar, Reza Dormishian , Asghar Farhadi, Bahman Farmanara, Rakhshān Banietemad, Fatemeh Motamed-Arya, Jafar Panahi i Hasan Pourshirazi.
El 4 de març de 2020, Rasoulof va ser condemnat a un any de presó per tres de les seves pel·lícules, considerades "propaganda contra el sistema". La sentència també incloïa la prohibició de fer pel·lícules durant dos anys. Ha manifestat que té la intenció de recórrer la decisió i que no es lliurarà, tenint en compte la pandèmia de coronavirus en curs, que ja havia portat l'Iran a alliberar temporalment 54.000 presos per evitar que el virus es propagués.
Rasoulof estava programat inicialment per participar al 76è Festival Internacional de Cinema de Canes com a membre del jurat de la secció Un Certain Regard. No obstant això, va ser arrestat el juliol de 2022 després de criticar la repressió del govern contra els manifestants a la ciutat sud-oest d'Abadan per un esfondrament mortal d'edificis. Va ser alliberat temporalment de la presó el febrer de 2023 a causa de la seva salut. Més tard, Rasoulof va ser indultat i condemnat a un any de presó i una prohibició de dos anys d'abandonar l'Iran per "propaganda contra el règim".
Després de l'anunci que la seva pel·lícula Dane-ye anjir-e ma'abed va ser seleccionada a la competició principal del 77è Festival Internacional de Cinema de Canes, el repartiment i la tripulació van ser interrogats per les autoritats iranianes, amb prohibició de sortir del país, i pressionats per convèncer Rasoulof que retirés la pel·lícula de la programació del festival. El 8 de maig de 2024, l'advocat de Rasoulof va anunciar que el director havia estat condemnat a vuit anys de presó, així com a flagel·lació, una multa i la confiscació dels seus béns.
Poc després, Rasoulof, i alguns membres de la tripulació, van aconseguir fugir de l'Iran. Mentre apel·lava la seva sentència, Rasoulof va planejar el seu "viatge esgotador, llarg, complicat i angoixant" fora de l'Iran, que va durar un total de 28 dies. Va viatjar a peu durant diverses hores amb un guia fins a un poble de la frontera del costat iranià, on va esperar el moment adequat per creuar. Va ser traslladat a una casa segura en un poble del costat no iranià, on va esperar un llarg període. Després va ser traslladat a una ciutat amb un consolat alemany. El seu passaport havia estat confiscat per les autoritats iranianes, per la qual cosa no tenia documents per identificar-se. Tanmateix, Rasoulof va viure anteriorment a Alemanya, així que es va posar en contacte amb les autoritats alemanyes, que van poder identificar-lo mitjançant les seves empremtes dactilars i li van emetre un document de viatge temporal que feia servir per viatjar a Alemanya. El 24 de maig de 2024, va passar per la catifa vermella a Canes, on més tard va rebre un premi especial per la seva pel·lícula.

## Filmografia
| Any  | Títol                        | Original            | Director | Guionista | Productor | Notes                                                                                   |
| ---- | ---------------------------- | ------------------- | -------- | --------- | --------- | --------------------------------------------------------------------------------------- |
| 2002 | Gagooman                     | گاگومان             | Sí       | Sí        | No        | Docu-Ficció                                                                             |
| 2005 | Jazire-ye ahani              | جزیره آهنی          | Sí       | Sí        | Sí        |                                                                                         |
| 2008 | Head Wind                    | باد دبور            | Sí       | Sí        | Sí        | Documental                                                                              |
| 2009 | Keshtzarha-ye sepid          | کشتزارهای سپید      | Sí       | Sí        | Sí        |                                                                                         |
| 2010 | Gesher                       | Gesher              | No       | No        | Sí        |                                                                                         |
| 2011 | Be omid-e didar              | به امید دیدار       | Sí       | Sí        | Sí        |                                                                                         |
| 2013 | Dast-Neveshtehaa nemisoozand | دست‌نوشته‌ها نمی‌سوزند | Sí       | Sí        | Sí        |                                                                                         |
| 2017 | Lerd                         | لِرد                 | Sí       | Sí        | Sí        |                                                                                         |
| 2019 | Hatchbak Ghermez             | هاچ‌بک قرمز          | No       | Sí        | Sí        | Coescrita amb Ashkan Najafi; Coproduït amb Kaveh Farnam, Farzad Pak, Rozita Hendijanian |
| 2019 | Son-Mother                   | مادر-پسر            | No       | Sí        | Sí        | Coproduït amb Kaveh Farnam, Farzad Pak                                                  |
| 2020 | El mal no existeix           | شیطان وجود ندارد    | Sí       | Sí        | Sí        | Coproduït amb Kaveh Farnam, Farzad Pak                                                  |
| 2022 | Jenayat-e amdi               | جنایت عمدی          | Sí       | Sí        | Sí        | Documental                                                                              |
| 2024 | Dane-ye anjir-e ma'abed      | دانه انجیر مقدس     | Sí       | Sí        | Sí        | Coproduït amb Rozita Hendijanian, Amin Sadraei, Jean-Christophe Simon, Mani Tilgner     |

## Premis i nominacions
| Premi                                                           | any  | Treball                      | Categoria                                                            | Resultat  | Ref.          |
| --------------------------------------------------------------- | ---- | ---------------------------- | -------------------------------------------------------------------- | --------- | ------------- |
| Festival de Cinema d'Adelaide                                   | 2017 | Lerd                         | Premi Internacional al Millor Llargmetratge de Ficció                | Nominat   | [ 33 ]        |
| Festival Internacional de Cinema d'Amiens                       | 2011 | N/D                          | Unicorn d'or per a la seva carrera professional                      | Guanyador | [ 34 ]        |
| Festival Internacional de Cinema d'Antalya                      | 2011 | Be omid-e didar              | Premi del Jurat Jove                                                 | Guanyador | [ 35 ]        |
| Festival Internacional de Cinema d'Antalya                      | 2011 | Be omid-e didar              | Premi del Jurat SIYAD (Fundació d'Escriptors de Cinema).             | Guanyador | [ 35 ]        |
| Festival Internacional de Cinema d'Antalya                      | 2017 | Lerd                         | Millor director                                                      | Guanyador | [ 36 ] [ 37 ] |
| Asia Pacific Screen Awards                                      | 2011 | Be omid-e didar              | Millor pel·lícula                                                    | Nominat   | [ 38 ]        |
| Asia Pacific Screen Awards                                      | 2011 | Be omid-e didar              | Millor director                                                      | Nominat   | [ 38 ]        |
| Asia Pacific Screen Awards                                      | 2017 | Lerd                         | Millor pel·lícula                                                    | Nominat   | [ 38 ]        |
| Asia Pacific Screen Awards                                      | 2021 | El mal no existeix           | Millor pel·lícula                                                    | Nominat   | [ 38 ]        |
| Festival de Cinema Avanca                                       | 2007 | Jazire-ye ahani              | Premi a la millor pel·lícula                                         | Guanyador | [ 39 ]        |
| Festival de Cinema Avanca                                       | 2007 | Jazire-ye ahani              | Premi al millor guió                                                 | Guanyador | [ 39 ]        |
| Festival Internacional de Cinema de Berlín                      | 2020 | El mal no existeix           | Ós d'Or                                                              | Guanyador | [ 40 ]        |
| Festival Internacional de Cinema de Berlín                      | 2020 | El mal no existeix           | Premi del Jurat Ecumènic                                             | Guanyador | [ 41 ]        |
| Festival Internacional de Cinema de Berlín                      | 2020 | El mal no existeix           | Premi del Sindicat de CInema                                         | Guanyador | [ 42 ]        |
| Premis British Independent Film                                 | 2024 | Dane-ye anjir-e ma'abed      | Millor pel·lícula internacional independent                          | Pendent   | [ 43 ]        |
| Festival Internacional de Cinema de Calgary                     | 2020 | El mal no existeix           | Premi del Públic – Llargmetratge Internacional                       | Guanyador | [ 44 ]        |
| Festival Internacional de Cinema de Canes                       | 2011 | Be omid-e didar              | Premi Un Certain Regard                                              | Nominat   | [ 45 ]        |
| Festival Internacional de Cinema de Canes                       | 2011 | Be omid-e didar              | Un Certain Regard – Premi a la direcció                              | Guanyador | [ 9 ]         |
| Festival Internacional de Cinema de Canes                       | 2011 | Be omid-e didar              | Premi François Chalais – Menció especial                             | Guanyador | [ 46 ]        |
| Festival Internacional de Cinema de Canes                       | 2013 | Dast-Neveshtehaa nemisoozand | Premi Un Certain Regard                                              | Nominat   | [ 10 ]        |
| Festival Internacional de Cinema de Canes                       | 2013 | Dast-Neveshtehaa nemisoozand | FIPRESCI Prize – Un Certain Regard                                   | Guanyador | [ 47 ]        |
| Festival Internacional de Cinema de Canes                       | 2017 | Lerd                         | Premi Un Certain Regard                                              | Guanyador | [ 12 ]        |
| Festival Internacional de Cinema de Canes                       | 2024 | Dane-ye anjir-e ma'abed      | Palma d'Or                                                           | Nominat   | [ 48 ]        |
| Festival Internacional de Cinema de Canes                       | 2024 | Dane-ye anjir-e ma'abed      | Prix Spécial                                                         | Guanyador | [ 49 ]        |
| Festival Internacional de Cinema de Canes                       | 2024 | Dane-ye anjir-e ma'abed      | Premi FIPRESCI                                                       | Guanyador | [ 50 ]        |
| Festival Internacional de Cinema de Canes                       | 2024 | Dane-ye anjir-e ma'abed      | Premi del Jurat Ecumènic                                             | Guanyador | [ 51 ]        |
| Festival Internacional de Cinema de Canes                       | 2024 | Dane-ye anjir-e ma'abed      | Premi François Chalais                                               | Guanyador | [ 52 ]        |
| Festival Internacional de Cinema de Canes                       | 2024 | Dane-ye anjir-e ma'abed      | Prix des Cinémas Art et Essai                                        | Guanyador | [ 53 ]        |
| Festival Internacional de Cinema de Chicago                     | 2017 | Lerd                         | Hugo d’Or                                                            | Nominat   | [ 54 ] [ 55 ] |
| Festival Internacional de Cinema de Chicago                     | 2017 | Lerd                         | Millor guió                                                          | Guanyador | [ 54 ] [ 55 ] |
| Festival Internacional de Cinema de Chicago                     | 2024 | Dane-ye anjir-e ma'abed      | Silver Hugo – Millor guió                                            | Guanyador | [ 56 ]        |
| Chlotrudis Society for Independent Films                        | 2007 | Jazire-ye ahani              | Tresor enterrat                                                      | Guanyador | [ 57 ]        |
| Festival Internacional de Cinema de Cleveland                   | 2021 | El mal no existeix           | Competició narrativa internacional                                   | Guanyador | [ 58 ]        |
| Festival de cinema Crested Butte                                | 2020 | El mal no existeix           | Coratge en rodatge                                                   | Guanyador | [ 59 ]        |
| Festival de Cinema de Denver                                    | 2010 | Keshtzarha-ye sepid          | Premi Krzysztof Kieslowski a la millor pel·lícula                    | Guanyador | [ 60 ]        |
| Festival Internacional de Cinema de Dubai                       | 2009 | Keshtzarha-ye sepid          | Premi especial del jurat                                             | Guanyador | [ 61 ]        |
| Festival Internacional de Cinema de Durban                      | 2010 | Keshtzarha-ye sepid          | Millor pel·lícula                                                    | Guanyador | [ 62 ]        |
| Festival Internacional de Cinema de Durban                      | 2012 | Be omid-e didar              | Menció Especial del Jurat                                            | Guanyador | [ 63 ]        |
| Premis del Cinema Europeu                                       | 2024 | Dane-ye anjir-e ma'abed      | Millor pel·lícula                                                    | Pendent   | [ 64 ] [ 65 ] |
| Premis del Cinema Europeu                                       | 2024 | Dane-ye anjir-e ma'abed      | Millor director                                                      | Pendent   | [ 64 ] [ 65 ] |
| Premis del Cinema Europeu                                       | 2024 | Dane-ye anjir-e ma'abed      | Millor guió                                                          | Pendent   | [ 64 ] [ 65 ] |
| Festival Internacional de Cinema de Fajr                        | 2003 | Gagooman                     | Simorgh de Cristall a la millor primera pel·lícula                   | Guanyador |               |
| Festival du nouveau cinéma                                      | 2005 | Jazire-ye ahani              | Menció especial                                                      | Guanyador | [ 66 ] [ 67 ] |
| Festival du nouveau cinéma                                      | 2005 | Jazire-ye ahani              | Millor guió                                                          | Guanyador | [ 66 ] [ 67 ] |
| Film Fest Gent                                                  | 2017 | Lerd                         | Grand Prix                                                           | Nominat   | [ 68 ]        |
| Filmfest Hamburg                                                | 2005 | Jazire-ye ahani              | Premi del a Crítica                                                  | Guanyador | [ 69 ]        |
| Filmfest Hamburg                                                | 2013 | Dast-Neveshtehaa nemisoozand | Pel·lícula política del Friedrich-Ebert-Stiftung                     | Guanyador | [ 69 ]        |
| Filmfest Hamburg                                                | 2017 | Lerd                         | Premi de la crítica                                                  | Nominat   |               |
| Film fra sør                                                    | 2020 | El mal no existeix           | Premi Silver Mirror                                                  | Guanyador | [ 70 ]        |
| Festival Internacional de Cinema de Friburg                     | 2014 | Dast-Neveshtehaa nemisoozand | Menció especial                                                      | Guanyador | [ 71 ]        |
| Festival Internacional de Cinema de Friburg                     | 2014 | Dast-Neveshtehaa nemisoozand | Grand Prix                                                           | Nominat   | [ 72 ]        |
| Festival Internacional de Cinema de Gijón                       | 2005 | Jazire-ye ahani              | Premi Especial del Jurat                                             | Guanyador | [ 73 ]        |
| Festival Internacional de Cinema d'Erevan                       | 2017 | Lerd                         | Premi FIPRESCI                                                       | Guanyador | [ 74 ]        |
| Festival Internacional de Cinema de Heartland                   | 2020 | El mal no existeix           | Gran Premi a la pel·lícula narrativa                                 | Guanyador | [ 75 ]        |
| Festival Internacional de Cinema de Hong Kong                   | 2012 | Be omid-e didar              | Premi SIGNIS                                                         | Nominat   |               |
| Festival Internacional de Cinema de l'Índia                     | 2005 | Jazire-ye ahani              | Paó d’Or                                                             | Guanyador | [ 76 ]        |
| Festival Internacional de Cinema de l'Índia                     | 2017 | Lerd                         | Paó d’Or                                                             | Nominat   |               |
| Festival Internacional de Cinema de Rotterdam                   | 2012 | Be omid-e didar              | Premi Dioraphte                                                      | Guanyador | [ 77 ]        |
| Celebració de Cinema de l’Iran                                  | 2002 | Gagooman                     | Millor documental                                                    | Guanyador |               |
| Festival de Cinema de Jerusalem                                 | 2017 | Lerd                         | Menció honorífica                                                    | Guanyador | [ 78 ]        |
| Festival de Cinema de Jerusalem                                 | 2017 | Lerd                         | Competició internacional                                             | Nominat   | [ 78 ]        |
| Lisbon & Estoril Film Festival                                  | 2017 | Lerd                         | Premi a la millor pel·lícula (Jaeger-LeCoultre)                      | Nominat   | [ 79 ]        |
| Festival de Cinema de la Ciutat de Luxemburg                    | 2014 | Dast-Neveshtehaa nemisoozand | Grand Prix                                                           | Guanyador | [ 80 ]        |
| Festival de Cinema de Milwaukee                                 | 2012 | Be omid-e didar              | Millor pel·lícula                                                    | Nominat   | [ 81 ]        |
| Festival de Cinema de Milwaukee                                 | 2012 | Be omid-e didar              | Millor director                                                      | Guanyador | [ 81 ]        |
| Festival de Cinema de Montclair                                 | 2020 | El mal no existeix           | Premi a la pel·lícua de ficció                                       | Guanyador | [ 82 ] [ 83 ] |
| Festival Internacional de Cinema dels Drets Humans de Nuremberg | 2013 | N/D                          | Premi a la trajectòria                                               | Guanyador | [ 84 ]        |
| Festival de Cinema de Filadèlfia                                | 2020 | El mal no existeix           | Premi del Públic                                                     | Guanyador | [ 85 ]        |
| Festival Internacional de Cinema de Sant Sebastià               | 2009 | Keshtzarha-ye sepid          | Conquilla d'Or                                                       | Nominat   | [ 86 ]        |
| Festival Internacional de Cinema de Sant Sebastià               | 2024 | Dane-ye anjir-e ma'abed      | Ciutat de Donostia / Premi del Públic a la millor pel·lícula europea | Guanyador | [ 87 ] [ 88 ] |
| Festival Internacional de Cinema de Seattle                     | 2021 | El mal no existeix           | Premi Golden Space Needle del públic a la millor pel·lícula          | Guanyador | [ 89 ] [ 90 ] |
| Festival Internacional de Cinema de Seattle                     | 2021 | El mal no existeix           | Gran Premi del Jurat del Concurs Oficial                             | Nominat   | [ 89 ] [ 90 ] |
| Festival de Cinema de Sydney                                    | 2021 | El mal no existeix           | Sydney Film Prize                                                    | Guanyador | [ 15 ]        |
| Festival de Cinema Nits Negres de Tallinn                       | 2005 | Jazire-ye ahani              | Gran Prsmi                                                           | Nominat   |               |
| Festival de Cinema de Telluride                                 | 2013 | N/D                          | Medalló de plata                                                     | Guanyador | [ 91 ]        |
| Tokyo Filmex                                                    | 2011 | Be omid-e didar              | Gran Premi                                                           | Nominat   | [ 92 ]        |
| Associació de Crítics de Cinema de Toronto                      | 2023 | N/D                          | Citació especial (compartida amb Jafar Panahi i Mostafa Al-Ahmad)    | Honrat    | [ 93 ]        |
| Festival de Cinema de Tribeca                                   | 2010 | Keshtzarha-ye sepid          | Millor pel·lícula                                                    | Nominat   | [ 94 ] [ 95 ] |
| Festival Internacional de Cinema de Tromsø                      | 2021 | El mal no existeix           | Premi de pel·lícula de la pau noruega                                | Guanyador | [ 96 ]        |
| Seminci                                                         | 2018 | N/D                          | Espiga honorària                                                     | Guanyador | [ 97 ]        |
| Seminci                                                         | 2020 | El mal no existeix           | Menció especial                                                      | Guanyador | [ 98 ] [ 99 ] |
| Seminci                                                         | 2020 | El mal no existeix           | Premi Blogos de Oro                                                  | Guanyador | [ 98 ] [ 99 ] |

1. ↑  Indica l'any de la cerimònia. Cada any està enllaçat amb l'article sobre els premis celebrats aquell any, sempre que sigui possible.